# Parroquia de Nuestra Señora de Gracia (Granada)
La iglesia parroquial de Nuestra Señora de Gracia es un templo católico construido en el siglo XVII, situado en la plaza de Gracia, de la ciudad española de Granada, comunidad autónoma de Andalucía.

## Historia
El grueso de este edificio se construyó entre los año 1620 y 1650, solo treinta años de obras para levantar tan importante estructura, a pesar de los difíciles años que corrían por entonces.
Más adelante se le añadieron las tres portadas que presenta los pies de la iglesia, una obra creada por Melchor de Aguirre, el cual renovó además la fachada, que volvería a sufrir una nueva intervención durante el siglo XIX al ser instalado el Seminario Menor, en el convento ya desamortizado.
Un importante acontecimiento para la evolución del convento fue el hecho de pasar a ser Patronato Regio, y reservarse en el año 1636 su capilla mayor, como enterramiento de los miembros del acuerdo de la Chancillería. De esta forma se conseguía un respaldo político excepcional dentro del contexto urbano y social granadino, al ser la Chancillería una de las instituciones de mayor rango y prestigio existentes en el marco político español. Desde aquel momento pasó a denominarse Real Convento, adquiriendo la obligación de colocar en su pórtico y en el altar mayor las armas reales.
El claustro y sus dependencias se construyeron a mediados de siglo y el huerto también se adecentó y cercó por los mismos años. Se colocaron una fuente y un cenador. Otra fuente se colocó delante de la iglesia y una cruz fue levantada por los vecinos en el año 1640.

## Descripción
La iglesia actual, pese a las muchas modificaciones soportadas tras la exclaustración y otras circunstancias recientes, presenta un enorme interés por la originalidad de su planta, la organización de sus capillas y la ornamentación de sus bóvedas, incluso a pesar de sus limitaciones técnico-constructivas impuestas por la merma de la economía de la época; siendo sus muros de albañilería, los adornos de yeso y su amplitud espacial bastante limitadas.
Interiormente consta de una nave en los tres primeros tramos de los pies que en los dos siguientes se amplían a tres, siendo las dos laterales de poca anchura. Todo ello desemboca en un transepto que se ajusta a los laterales de las naves, cubriéndose el crucero con cúpula sobre pechinas ligeramente apuntada y rematada por una linterna. Salvo esta cúpula sobre el crucero, el resto de la iglesia se cubre con bóvedas de medio cañón con lunetos, si bien éstos no presentan huecos para iluminación, lo cual oscurece sobremanera el templo; sin embargo, el casco de la cúpula presenta cuatro pequeños óculos ovalados para compensar la excesiva oscuridad interna inusual en el templo barroco.
La capilla mayor es de planta rectangular y cuenta con dos capillas a los lados, antes habitaciones de servicio litúrgico.